# Anneliese Ratzenböck
Anneliese Ratzenböck,  geb. Polz (* 18. Juli 1934 in Oftering) ist eine österreichische Journalistin und Autorin. Sie schrieb unter anderem auch unter dem namensverkürzenden Pseudonym Anneliese Röck. Sie ist die Ehefrau des ehemaligen Landeshauptmanns Josef Ratzenböck.

## Leben
Sie ist eines von drei Kindern einer Lehrerfamilie und verbrachte ihre Kindheit in verschiedenen Orten Oberösterreichs. Nach dem Besuch der Volksschule in Bruck an der Aschach und der Hauptschule in Peuerbach absolvierte sie ab 1950 in Vöcklabruck die Lehrerinnenbildungsanstalt der Franziskanerinnen von Vöcklabruck und maturierte dort 1954.
Ebenfalls 1954 heiratete sie Josef Ratzenböck. Aus der Ehe stammen zwei Kinder. Bis zur Geburt ihres zweiten Kindes arbeitete sie beim Finanzamt in Linz und ab 1957 widmete sie sich dem Haushalt und der Kindererziehung.

## Journalistische und literarische Tätigkeit
In den 1960er-Jahren schrieb sie unter dem Pseudonym Anneliese Röck Kurzgeschichten für die Presse- und Literaturagentur Kalmer in London und bald wurde in den von dieser Agentur belieferten Oberösterreichischen Nachrichten in der Samstagbeilage eine Geschichte abgedruckt. In der Folge schrieb sie für die Zeitung als freie Mitarbeiterin Reisefeuilletons und setzte sich mit Schul-, Erziehungs- und Frauenproblemen auseinander. Ab 1973 war sie ständige Mitarbeiterin und schrieb eine Montagkolumne mit dem Titel Nichts für Männer, später Auch für Männer.  Über einige Jahre entstanden auch Beiträge zu den Themen Frau, Beruf, Familie, Haushalt im Frauenfunk von Radio Oberösterreich, der damals von Inge Jalkotzy geleitet wurde.
Bei der Veröffentlichung ihrer literarischen Werke arbeitete sie in der Regel mit den in Oberösterreich ansässigen Verlagen zusammen, u. a. mit dem Verlag Wimmer, dem Oberösterreichischen Landesverlag, der Veritas und dem Verlag Ennsthaler.

## Soziales Engagement
Ihr soziales Engagement war über lange Zeit mit ihrer Funktion als Landesobfrau der OÖ. Goldhaubenfrauen verknüpft. Sie wurde dafür mehrfach ausgezeichnet. Ab 1976 engagierte sie sich zunächst für das Caritas-Kinderdorf St. Isidor, wirkte an der Gründung einer Linzer Lebenshilfegruppe mit, übernahm den Vorsitz im Kuratorium der MS-Gesellschaft und setzte sich für krebskranke Kinder ein (Kinderkrebshilfe, eigener Kinderkrebshilfefonds der oberösterreichischen Goldhaubenfrauen). Sie unterstützt die Erholungsaktionen für Tschernobylkinder der Caritas und seit 1997 ist sie Obfrau des von ihr initiierten Forums der Freunde der Caritas in Oberösterreich.

## Kulturelles Engagement
Anneliese Ratzenböck übernahm im Mai 1976 als Obfrau die Aufgabe, 120 Gruppen von Goldhauben-, Kopftuch- und Hutgruppen mit rund 2000 Mitgliedern in einer Landesorganisation zusammenzufassen. Bei ihrem Ausscheiden aus der Führungsfunktion war die Anzahl der Mitglieder auf rund 18.000 Frauen angewachsen und sie wurde für ihr kulturelles Engagement mit der Kulturmedaille des Landes Oberösterreich ausgezeichnet.

## Auszeichnungen
- 1996 Goldenes Ehrenzeichen des Landes Oberösterreich
- 2001 Kulturmedaille des Landes Oberösterreich[4]
- 2005 Solidaritätspreis der Linzer Kirchenzeitung gemeinsam mit Josef Mayr[5]
- 2007 Komturkreuz mit dem Stern des Päpstlichen Silvesterordens[6]
- 2010 Menschenrechtspreis des Landes Oberösterreich[7]

## Publikationen
Eigene Publikationen
- Die Pracht der Tracht. Linz 1979, 1985.
- Der Christbaum. Linz, 1985.
- Gang durch den Advent. Linz, 1988, 1989.
- Nichts für Männer. Steyr, 1995.
- Auch für Männer. Steyr, 1996.
- Aufgetischt & angerichtet. Linz 1997.
- Gedankenreise im Advent. Linz 1998.

Eigene Publikationen gemeinsam mit weiteren Autoren
- Mit Rudolf Fochler: Lebensbräuche: Familienfeste und Feiern. Linz 1991.
- Mit Heidelinde Dimt, Andrea Euler und Christoph Luckeneder: Entdeckungsreise im Land der Inka. Begleitheft zur Ausstellung Inka-Peru – Indianische Hochkulturen durch Drei Jahrtausende im Schlossmuseum Linz 1991, Linz 1991.
- Mit Renate Prochazka: Donaunixen und Wassergeister. Linz, 1994.
- Gemeinsam mit Josef Ratzenböck: Mit herzlichen Grüßen Euer Josef oder Wer glaubt, dass ich nichts zu lachen hatte, irrt. Linz 1996.
- Günther Hartl (Hrsg.): Unser Weihnachten. Linz, 2002.

Unter dem Pseudonym Anneliese Röck
- Abenteuer vor der Haustür: Drei Kinder entdecken Oberösterreich. Linz 1975.